# Hora din Moldova
«Hora din Moldova» es una canción por la cantante moldova Nelly Ciobanu y representará a Moldavia en la Festival de la Canción de Eurovisión 2009, que tendrá lugar en Moscú, Rusia.
La canción fue presentada en la segunda semifinal el 14 de mayo de 2009.